# Grožđe bal
Grožđe bal je najveća i najznačajnija kulturna manifestacija šokačkih Hrvata u Sonti.
Manifestacija se održava "u slavu grožđa, veselja i vina". Radi se o berbanskom običaju kojim Sonćani zahvaljuju Bogu za novo grožđe i vino.
Ova manifestacija je po značaju za Sontu ono što je Dužijanca za Suboticu i Dužionica za Sombor.
Održava se od 1928. godine, a utemeljio ju je Muško pjevačko društvo, koje je djelovalo pri crkvi sv. Lovre u Sonti. Stoga je i jedini pisani trag o utemljenju ove manifestacije u crkvenim knjigama rkt. župe u Sonti, kad je zabilježeno da je te godine u selu izgrađen mlin, osnovan mjesni nogometni klub Dinamo i da je prvi put organiziran Grožđe bal.
Manifestacija se održava se svake godine, početkom jeseni, u prvom vikendu. Od 1969. ju organizira OKUD "Ivo Lola Ribar". Grožđe bal se nije uspio održati jedino 1941., 1944. i 1945.

## Program
Sudionici prvo odlaze na prijepodnevnu misu zahvalnicu. 
Popodne slijedi mimohod sonćanskim ulicama. Prvi dio su činile okićene zaprege, a drugi dio čine karnevalske povorke maskirani u "Cigane, vraga, majmuna, perjaše, lončare", pri čemu je svaka maska nešto simbolizirala. 
Potom se izabire se najljepši par, dvoje mladih ljudi koji dobiju naslov kneza i kneginje, a koje se potom simbolično vjenča. Knez i kneginja nose taj naslov do idućeg Grožde bala. "Svatovi" potom u pratnji pudara, odlaze u crkvu sv. Lovre na misu zahvalnicu.
Navečer se održava bal, a dvorana gdje se održavao bal je okićena grozdovima. Dio predstave ovdje čine i posjetitelji koji nastoje "ukrasti" to grožđe, a da ih "žandari" ne uhvate na djelu, jer ih inače "privode" knezu i moraju platiti "globu".

## Vanjske poveznice
- Hrvatska riječ   Arhivirana inačica izvorne stranice od 3. travnja 2017. (Wayback Machine) Ivan Andrašić: Priča o fotografiji: Grožđebal, 2. svibnja 2011.